# Endertia
Endertia là một chi thực vật có hoa trong họ Đậu.